# Azerbaijão nos Jogos Olímpicos de Verão de 1996
Azerbaijão participou dos Jogos Olímpicos de Verão de 1996 em Atlanta, Estados Unidos.

## Medalhistas
| Atleta           | Esporte | Evento                    | Medalha |
| ---------------- | ------- | ------------------------- | ------- |
| Namik Abdullayev | Lutas   | Livre até 52 kg masculino | Prata   |